# 南都太子案
南都太子案，又稱崇禎太子案，是南明弘光元年（清順治二年，1645年）的在南都金陵發生的一宗案件，為南渡三案之一。

## 事件經過
弘光元年二月，鸿胪寺少卿高梦箕秘奏：崇禎帝太子朱慈烺出現在浙江。三月初一，弘光帝朱由崧令太監李繼周往浙江一探究竟，并將他带回安置在太平門內的興善寺。朱由崧又派二名太監辨識，二名公公見到太子，抱头恸哭，解下衣衫為儲君禦寒，隨即如實飛報弘光帝。朱由崧大怒：「真假未辩，何得便尔」，將二名太監滅口，又殺李继周。原总督京营太监卢九德也来探视，覺得太子是假，前太子讲官王铎則一口咬定太子是假。此時文武百官紛紛趕赴興善寺，「踴躍趨謁」。弘光元年三月二日，弘光帝正式舉行對質，以辨別太子真偽。太子講官劉正宗與這位自稱太子者互相進行了多次問答，結果太子在講學的細節上一無所知。甚至還對劉正宗發怒，聲稱：「你要說假的便是假的好了。」馬士英也舉出了此人身份的多處疑點：在性格上，真太子比較忠厚，而自稱太子者則機變百出；崇禎帝之女寄養於周奎家且尚健在，但自稱太子者則稱她死去；種種跡象都不能使人信服。最後在馬士英的建議下找來另一名講官方拱乾來辨認太子。三月九日，方拱乾面見太子後當即斥責太子為偽裝。但之後太子向他問安時，卻又退到人群之中，掩面不答。朱由崧只得將太子交付锦衣卫冯可宗处看管。太子遭收獄，掀起軒然大波，「南京士民」皆「譁然不平」。江防督撫袁繼咸、寧南伯左良玉、廣昌伯劉良佐等大臣上疏抗爭。左良玉甚至起兵東下，聲稱“清君側”，但左不久病逝。
據《明史》、《罪惟錄》所載，認定這位太子是偽裝的。閹黨楊維垣聲稱此人乃狀貌酷似太子的高阳人王之明，王之明是驸马王昺之侄孙，故也瞭解一些宮廷之事。弘光滅亡後，南京百姓將這位太子從監獄中釋放出來，并抓住之前認定太子是偽裝的王铎，王鐸解釋說否定太子是馬士英的意思，他只是按意思辦事罷了。而多鐸進入南京後也對這位太子十分尊重。最終這位疑似太子者與弘光帝一起在北京被處決。